# Howard Carpendale
Howard Carpendale (Durban, Zuid-Afrika, 14 januari 1946) is een Zuid-Afrikaans-Duits zanger, die Duitstalige popmuziek maakt.

## Carrière
Na enkele mislukte pogingen om door te breken als beatzanger en Elvis-imitator in zijn geboorteland Zuid-Afrika vestigde Howard Carpendale zich in Europa, met name in Groot-Brittannië, alwaar hij verschillende baantjes accepteerde, onder andere als zanger in een beatband. Dankzij Meta Rogall uit Oost-Friesland kon hij een verblijfsvergunning krijgen, zodat hij kon optreden in Duitsland, met de mogelijkheid in lokalen te gaan spelen. Bij een gastvoorstelling in Keulen solliciteerde hij bij het platenlabel Electrola en kreeg kort daarop een contract aangeboden. Zijn eerste single Lebenslänglich scoorde vrij hoog en er werden 60.000 exemplaren van verkocht. In 1969 coverde hij de Beatlessong Obladi-oblada. Een jaar later scoorde hij met Das schöne Mädchen von Seite eins een hit en belandde hiermee op de 1e plaats bij het Deutsche Schlager-Wettbewerb 1970. Daarna ging het iets bergaf en het platenlabel stond op het punt om zijn contract te beëindigen. Daarom besloot hij om zijn liedjes zelf te componeren en te produceren. Vanaf 1974 werden enkele composities van zijn hand gelanceerd, waaronder Da nam er seine Gitarre en Du fängst den Wind niemals ein, die succesvol bleken te zijn. Samen met zijn toenmalige gitarist Joachim Horn schreef hij Duitse teksten van bekende buitenlandse liedjes, waaronder :
- Los hombres no deben Ilorar/Love me like a stranger – Fremde oder Freunde
- Lulelalelula – Spuren im Sand
- Sitting on the dock of the bay – Armer alter reicher Mann
- Ti amo of Living Next Door to Alice – Tür an Tür mit Alice

Zo was hij ook betrokken bij het componeren van de titelmelodie voor de Duitse kinderserie Meister Eder und sein Pumuckl. Hij was ook regelmatig te gast bij de ZDF-Hitparade en het muziekprogramma Disco met Ilja Richter.

## Afscheid en comeback
Zijn laatste concert voltrok zich in de Kölnarena in Keulen en hiermee loste hij zijn belofte in om de showbusiness vaarwel te zeggen. Hij besloot geen concerten meer te geven, maar wilde zich als artiest engageren. In 2001 speelde hij in een aflevering van de Amerikaanse serie Dark Realm. In 2005 verscheen zijn volledige langspeelplaat van 1969 tot 1990 als dubbel-cd en werd uitgebracht door zijn vroegere platenlabel EMI Electrola.
In 2007 maakte Carpendale in de Johannes B. Kerner-show bekend, dat er vanaf april 2008 weer tien concerten gepland waren in Duitsland. Zijn nieuwe album 20 Uhr 10 verscheen in november 2007 en plaatste zich al in de eerste week op de vierde plaats van de hitlijst. In 2012 kwam het nieuws van de breuk met zijn manager Dieter Weidenfeld.

## Privéleven
In 1963 werd Carpendale jeugdkampioen in kogelstoten. In de jaren 1970 was hij Formule 3-coureur. In 1976 huwde hij met Claudia en dat huwelijk hield slechts stand tot 1984, maar het huwelijk werd pas ontbonden in het najaar van 2005. Uit dit huwelijk werd een zoon geboren, Wayne (* 1977). Sinds 1983 leeft hij samen met de Amerikaanse Donnice Pierce, met wie hij een zoon heeft, Cass (* 1988). Momenteel woont hij in München. In februari 2003 maakte hij bekend, dat hij de ziekte multiple sclerose heeft.

## Discografie
Zie ook: Discografie van Howard Carpendale

## Hits in Duitsland
- 1966: Lebenslänglich
- 1969: Ich geb' mir selbst 'ne Party
- 1984: Hello again

## Filmografie
- 1970: Musik, Musik – da wackelt die Penne
- 1984: Niemand weint für immer
- 1992: Wiedersehen in Kanada (Fernsehfilm)
- 1994: Matchball (Fernsehserie)
- 2012: Lebe dein Leben (Fernsehfilm)
- 2016: Unsere Zeit ist jetzt

## Onderscheidingen
- Die Eins der Besten
  - 2016
- ECHO Pop
  - 1993: in de categorie Schlager/Volksmusik Künstler National/International
  - 1996: in de categorie Schlager/Volksmusik Künstler National/International
  - 2004: in de categorie Lebenswerk
- Goldene Europa
  - 1978, 1987
- Goldene Stimmgabel
  - 1981, 1984, 1986, 1987
- Live Entertainment Award
  - 2009: in de categorie Hallen- und Arena-Tournee des Jahres (20 Uhr 10-Tour 2008)
- Löwe von Radio Luxemburg
  - 1974: Zilver (Du fängst den Wind niemals ein)

- Biblioteca Nacional de España: XX1757448
- Gemeinsame Normdatei: 118895699
- International Standard Name Identifier: 0000 0000 5941 3230
- Library of Congress Control Number: no2005080982
- MusicBrainz: 506aa5b0-c6fb-4a69-8dd3-f06a369d5abc
- Nationale Bibliotheek van Tsjechië: xx0268610
- Nationale Bibliotheek van Israël: 987008816728505171
- Virtual International Authority File: 12569053
- WorldCat: E39PBJhxqVbjdqqVFPkbm3PvpP